# 電磁弁

電磁弁の設計の一例
A- 入力側
B- ダイヤフラム
C- 圧力室
D- 圧力リリーフ通路
E- 電気ソレノイド
F- 出力側

電磁弁（でんじべん）もしくは、ソレノイド弁、ソレノイドバルブ（英語: solenoid valve）とは、電気的駆動弁の一種である。

## 概要
電磁弁は電磁石（ソレノイド）に電流を流すことで、プランジャと呼ばれる鉄片を吸引し、電流を切ると離れる原理を使用し、弁（バルブ）を開閉する仕組みを持つものである。用途としては、流体（油圧、空圧、水圧など）やガスなどを通す管での流れの開閉制御に用いられる。通電の開閉には手動で開閉する方式もあるが、サーモスタットや圧力スイッチ、ヒューミディスタット、フロートスイッチなどを接続させて自動で開閉する方式のほうが多い。

## 構造
電磁弁は大きく分けると電気エネルギーを機械運動に変換する「ソレノイド部」と、流路の開閉を行う「弁部」から構成される。

### 弁部の構造
基本的には次の3つに分類できる。
ポペット式
ストロークが短く構造が単純。弁体が流体圧力の影響を受けるが摺動部が無いので寿命が長く、漏れも発生しにくい。多ポート弁になると構造が複雑になる。
スプール式
円筒形の筒の中に串形状の弁体を通したもの。流体圧力の影響を受けない。多ポート弁に見られる構造。
スライド式
流路を設けたプレート上を弁体がスライドしながら移動することで流路を切り替える構造。多ポート弁に見られる。

## 特徴
電動機（モーター）で駆動する電動弁にくらべ、電磁弁は応答速度が速いことが特徴であるが、構造上、全開か全閉のいずれかの状態しか保持できない。このことから、中間を保持することで流量などを細かく制御できるタイプの弁と区別して、切替弁や方向制御弁と呼ばれることもある。ダブルソレノイド方式のものは無励磁を中立（閉鎖、締め切り）・一方の励磁（Aポートの開放）・他方の励磁（Bポートの開放）により、それぞれ油圧モーターの停止・正転・逆転あるいは油圧シリンダーの停止・伸び・縮みの切り替えに使うことができる。

## 主な用途
電気的駆動弁のうち約8割は電磁弁であり、さまざまな用途に合わせた電磁弁が開発、製造されている。身近では、全自動洗濯機や都市ガスなどに用いられる。用途によって、油圧用、空圧用、水圧用といった分類をされることがあるが、構造的に明確な違いがあるわけではなく、用途に応じた素材や形状が採用されているにすぎない場合が多い。

## 使用上の注意
電磁弁の開閉時にはサージ電流が発生するので、近くの電子機器を破損させる可能性がある。また、電磁弁までの配線経路で、電気的に絶縁されたケーブルを並行させて配線している場合でもケーブル（配線）のC（静電容量）成分があるため、サージの影響を受ける恐れがある。

## 種類
電磁弁には作動の仕方から、電気を流した時に弁が開くタイプと電気を流した時に弁が閉じるタイプの2種類に大別できる。前者は、流体を流す時間の短いものに用いられ、後者はその逆である。例えば上で挙げた全自動洗濯機であれば、水を流すのは洗濯をする時だけであるから、一般には弁を開く時間のほうが短いことになるので前者の通電時に開くタイプが用いられる。また、電源遮断時のバルブ動作を考慮してこの何れかを選定する必要がある。
また配管接続口の数で以下のように分類もできる。
2方向電磁弁
入口側と出口側の2つの配管接続口を持つ基本的な電磁弁
3方向電磁弁
供給ポート、シリンダポート、排気ポートの3つの配管接続口を持つ電磁弁
4方向電磁弁
供給ポート、シリンダポート（2つ）、排気ポート（1つ - 2つ）の4つまたは5つの配管接続口を持っている電磁弁

### 直動式電磁弁
電機子（アーマチュア）の下に直接弁シートがつき、通電によって電機子が引き上げられ、それと同時に弁シートが引き上げられるシステム。入口と出口の圧力差がなくても弁を開閉することが可能であるが、弁に面するオリフィスが大きくなるにつれて吸引力を上げなければならず、コイルを大きくしないとならないため、小口径のものあるいは圧力差が非常に小さいものでない限り使われない。

### サーボ式電磁弁
大きく分けてピストン式とダイアフラム式に分かれるが、原理的には同じである。ダイアフラム式の場合、振動板内の均圧孔を通してダイアフラム内外の圧力は同じになり、弁シートは下に押し付けられるが、電源が入れられ電機子が引き上がると、均圧孔よりも電機子の弁シートの孔のほうが大きいため、ダイアフラム内にかかる圧力が下がり、外からの圧力で押し上げられ、弁が開かれる構造。電源を切ると電機子の弁が閉じられ圧力が戻るため、弁は閉じられる。
8 - 22Wでガス・水・空気・油などの場合は口径100mmまで（高圧の冷媒液の場合は通電後に液体がガス化するため口径25mmに制限される）ならば開閉させることが可能であるが、直動式の場合は内外圧力差がなくても開閉が可能であるのに対し、サーボ式の場合は少なくとも入口側の圧力が出口側に対して0.03 - 0.2kg/cm2なければ正常に作動できない。また、均圧孔にゴミが付着すると正常に作動できなくなるため、ゴミの流入を避けなければならない。

### パイロット式電磁弁
主弁とパイロット電磁弁両方の組み合わせで作動するシステム。パイロット電磁弁が作動すれば主弁も作動するというシステムで、冷媒ガスでも高圧液でも大口径で利用できる反面、主弁がピストンを押し下げる力が必要なため、0.1 - 0.15kg/cm2の圧力差を要する。

### 緩衝作動パイロット式自動止め弁
パイロット式電磁弁の応用方式で、パイロット式電磁弁の場合、パイロット電磁弁の開閉と同時に主弁の開閉も行うことから、水撃作用を起こしたり、異常音を発したりすることも多く、また吸入側に使用した場合は圧力差が必要な点があった。これを解消するため、主弁に圧力緩衝装置を設け、5 - 15秒ほどのタイムラグを付けることで回避するシステム。
一例として二段圧縮冷凍装置の吸入管の場合、蒸発圧力に対する吸入圧力が大幅に下がることが難点であったが、常時ばねの力で全開になっている主弁を閉じるときに限りガスを放出することで、圧力を下げることなく弁を開閉することが可能である。ただし、吸入管とパイロット管の間に1kg/cm2の圧力差を要する。